# Domino (série télévisée)
Pour les articles homonymes, voir Domino.
Domino est une série télévisée française répartie en 120 épisodes de 2 minutes interprétée par Laurent Tanguy et Laurence Joseph, produite en Guadeloupe par la société SKYPROD et diffusée depuis 2011 sur Guadeloupe 1re. 
En 2015, Laurent Tanguy et Laurence Joseph présentent une version théâtrale de leur série au cours d'une pièce d'1 h 15.

## Synopsis
La série raconte de manière humoristique la vie quotidienne d'un couple mixte appelé « domino » aux Antilles composé d'une guadeloupéenne et d'un breton.

## Diffusion
Tous les soirs de la semaine à 20h05 sur Guadeloupe 1re.

## Distribution
- Laurent Tanguy : Laurent
- Laurence Joseph : Laurence
- Anne Roumanoff : Tante de Laurent
- Tex : le gourou-électricien